# Nina Warken
Nina Ingrid Warken (nacida el 15 de mayo de 1979 en Bad Mergentheim, Alemania Occidental) es una política alemana y abogada, miembro de la Unión Demócrata Cristiana (CDU). Ha sido diputada del Bundestag por el estado de Baden-Württemberg en dos periodos: de 2013 a 2017 y desde diciembre de 2018 hasta la actualidad. Desde 2021, ocupo el cargo de Secretaria Parlamentaria del grupo parlamentario CDU/CSU, y desde 2023, es Secretaria General de la CDU en Baden-Württemberg y Ministra de Salud desde mayo de 2025 en el gobierno de Friedrich Merz.

## Biografia

### Formación y carrera profesional
Warken completó su educación secundaria en 1998 en el Matthias-Grünewald-Gymnasium de Tauberbischofsheim. Posteriormente, estudió Derecho en la Universidad de Heidelberg, obteniendo el primer examen estatal en 2003 y el segundo en 2005. Desde 2006, está habilitada para ejercer como abogada, especializándose en derecho administrativo, derecho social y derecho civil general. En 2012, se unió al bufete de abogados "Rechtsanwälte Warken und Kollegen" en Püttlingen, dirigido por su suegro Hans-Georg Warken.

### Trayectoria política
Warken se unió a la Junge Union en 1999 y a la CDU en 2000. Ocupó diversos cargos dentro del partido, incluyendo vicepresidenta federal de la Junge Union (2006–2014) y presidenta del comité federal de seguridad interior de la CDU desde 2019.
A nivel local, ha sido miembro del consejo municipal de Tauberbischofsheim desde 2004 y del consejo del distrito de Main-Tauber entre 2014 y 2019.
Elegida por primera vez al Bundestag en 2013 a través de la lista estatal de Baden-Württemberg, Warken fue miembro del Comité de Asuntos Internos y actuó como portavoz de la CDU/CSU en el comité de investigación sobre la NSA. En 2017, no logró la reelección, pero regresó al parlamento en diciembre de 2018 tras la renuncia de Stephan Harbarth.
En mayo de 2025 fue elegida por Friedrich Merz para ocupar el cargo de Ministra Federal de Salud de Alemania.

## Posiciones políticas
En 2023, Warken expresó su oposición a reducir la edad para votar a 16 años en elecciones federales, argumentando que podría abrir la puerta a disminuir la mayoría de edad legal, lo que, según ella, podría comprometer la protección de los jóvenes.
En enero de 2024, se manifestó en contra de prohibir el partido Alternativa para Alemania (AfD), sosteniendo que los problemas de los votantes persistirían incluso con una prohibición y que solo podrían abordarse mediante políticas gubernamentales efectivas.

## Vida personal
Nina Warken está casada y tiene tres hijos. Reside con su familia en Tauberbischofsheim.